# Гвинејски франак
Гвинејски франак је званична валута у Гвинеји. Скраћеница тј. симбол за франак је FG а међународни код GNF. Франак издаје Централна банка Републике Гвинеје. У 2008. години инфлација је износила 15%. Један франак састоји се од 100 сентима.
Уведен је 1959. као замена за ЦФА франак.
Постоје новчанице у износима 25, 50, 100, 500, 1000, 5000 и 10000 франака и кованице од 1, 5, 10, 25 и 50 франака.